# Lista zbiornikowców pomocniczych Royal Australian Navy
Lista tankowców pomocniczych Royal Australia Navy – lista jednostek, które służyły jako tankowce pomocnicze w Royal Australian Navy (RAN) lub były wynajęte (wyczarterowane) przez RAN.

## Lista jednostek

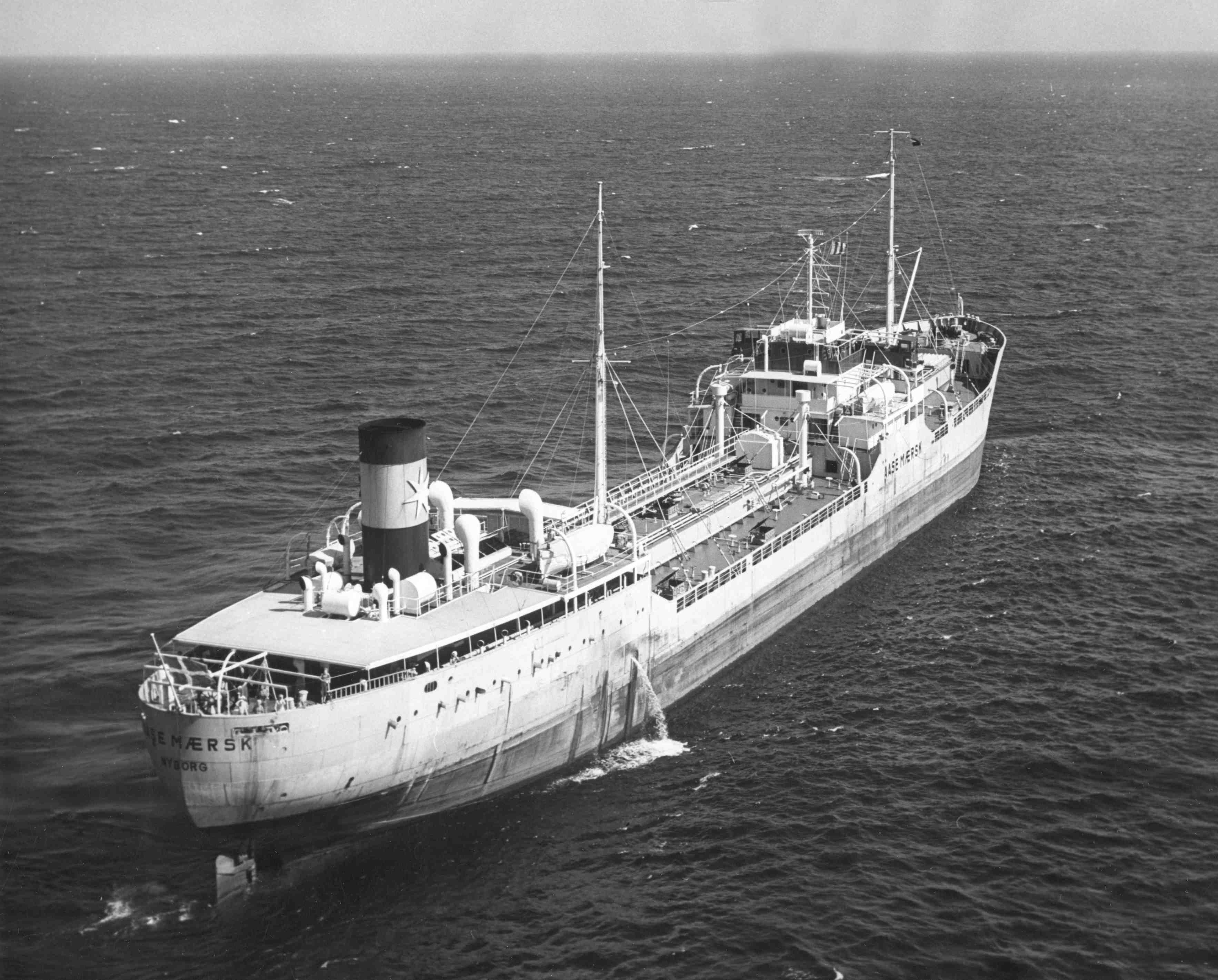
MV Aase Maersk

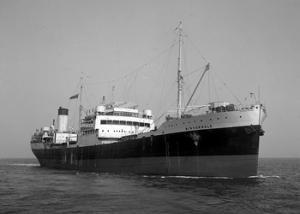
RFA Bishopdale

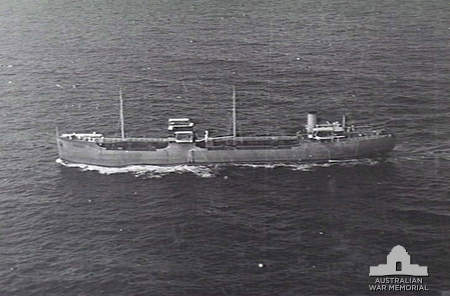
MV Falkefjell

Poza wyjątkami, jak zaznaczono, wszystkie informacje według Ross Gillett: Australian & New Zealand Warships. s. 219.

| Nazwa          | Rok budowy | Pojemność (t) | Uwagi                                                                       |
| -------------- | ---------- | ------------- | --------------------------------------------------------------------------- |
| MV Aase Maersk | 1930       | 6184          | Statek służył w USN, RN i RAN                                               |
| RFA Bishopdale | 1937       | 17.357        | Zbudowany dla RN, wypożyczony w 1942, zwrócony RN w 1945                    |
| British Sailor | 1918       | 5576          | Wypożyczony w 1942, zwrócony właścicielowi                                  |
| SS Capsa       | 1931       | 8229          | Wypożyczony w 1942                                                          |
| SS Cedar Mills | 1943       | 10.172        | Odznaczony Merchant Marine Gallant Ship Citation, w 1945 zatonął na minie   |
| SS Esturia     | 1910       | 2143          | w służbie RAN 1914-1917                                                     |
| MV Falkefjell  | 1931       | 7927          | Wyczarterowany przez RN, w latach 1941-42 wypożyczony RAN                   |
| MV Gadila      | 1935       | 7970          | Używany w 1942, od 1943 merchant aircraft carrier                           |
| USS „Kankakee” | 1942       | 15.910        | Okręt USN                                                                   |
| SS Madrono     | 1917       | 5894          | Używany w 1942, w czerwcu 1942 przechwycony przez niemiecki rajder HSK Thor |
| SS Murex       | 1892       | 3564          | W służbie RAN 1914                                                          |
| Ostav          | ?          | ?             | Używany w 1942                                                              |
| Peek           | ?          | ?             | Używany w 1942                                                              |
| Vera           | ?          | ?             | Wypożyczony w 1942                                                          |
| SS Yamhill     | 1943       | 10.448        | Zbiornikowiec typu T-2 zbudowany dla USMC, wypożyczony w 1944               |